# Deir el-Bersha
Deir el-Bersha est un village copte en Moyenne-Égypte. Il est situé à 225 km au sud du Caire sur la rive est du Nil dans le gouvernorat d'Al-Minya, au sud d'Antinoupolis, presque en face de la ville de Mallawi.
Les anciens Égyptiens y ont exploité une carrière d'albâtre.
Au Moyen Empire, il était le cimetière des nomarques gouvernant le nome du Lièvre, quinzième nome de Haute-Égypte, durant les XIe et XIIe dynasties. La plus spectaculaire des tombes est celle de Djéhoutyhotep qui a vécu pendant les règnes d'Amenemhat II, Sésostris II et Sésostris III.
Plusieurs de ces tombes ont été détruites par l'exploitation des anciennes carrières et les pillages, dont certaines pour la construction d'Amarna, mais malgré leur mauvais état de conservation, elles contiennent encore des textes importants qui, reliés aux inscriptions contemporaines des carrières d'Hatnoub, permettent de reconstituer un arbre généalogique des gouverneurs, couvrant une grande partie du Moyen Empire.
Le cimetière était utilisé avant le Moyen Empire, avec des « tombes en cercle de pierre » de la IIIe dynastie ; les plus grandes encore trouvées de cette période, ont été découvertes à l'ouest du cimetière du Moyen Empire. Il a également continué à être utilisé comme cimetière jusqu'à la fin de la Deuxième Période intermédiaire et le début du Nouvel Empire.

## Fouilles

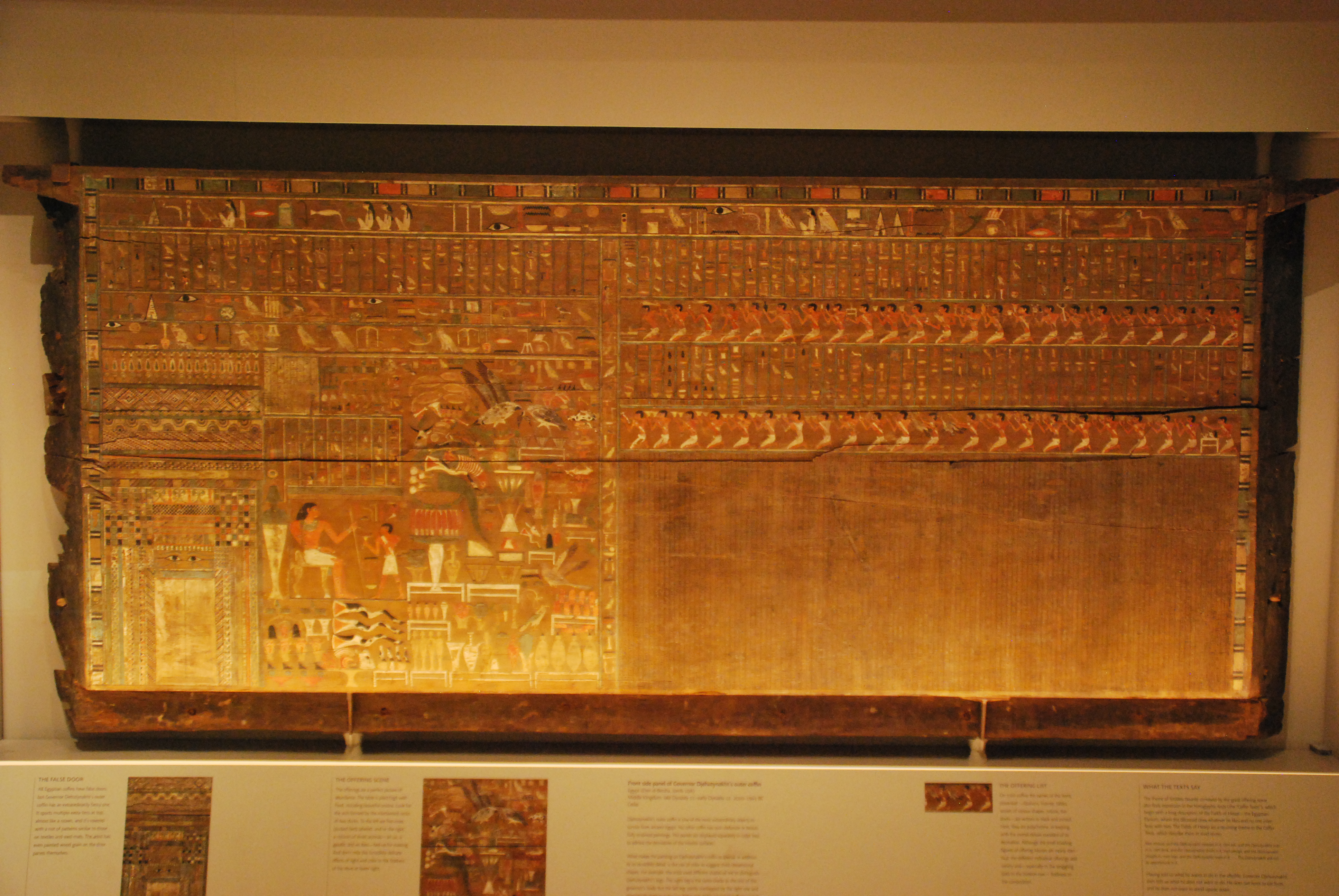
Cercueil extérieur de Djéhoutyhotep

Au cours de l'hiver 1891-1892, une étude des tombes de Deir el-Bersha, financée par le Fond d'exploration de l'Égypte, est entreprise par Percy Edward Newberry, George Willoughby Fraser, Howard Carter et Marcus Worsley Blackden. Ils ont enregistré dix tombes du Moyen Empire en deux volumes, dont l'un est consacré à la tombe de Djéhoutyhotep, un nomarque de la XIIe dynastie dont la tombe est bien connue pour sa représentation du « colosse sur un traîneau », une peinture murale représentant le transport d'une statue colossale,.
En 1897 et 1900, Georges Daressy et Ahmed Kamal ont fouillé un certain nombre de puits funéraires, dont plusieurs dans l'avant-cour de la tombe de Djéhoutyhotep,,. Dans plusieurs de ces puits funéraires, ils ont trouvé des cercueils richement décorés et inscrits de fonctionnaires de la XIIe dynastie, ainsi que des objets funéraires tels que des tables à offrandes et des maquettes en bois. En 1902, Kamal retourne fouiller à Deir el-Barsha avec un « M. Antonini, le propriétaire de l'usine de sucre de Mallawī », et un seul objet a été jugé digne d'être publié, une table d'offrandes en albâtre calcite.
Au printemps 1915, l'expédition de l'université Harvard-Museum of Fine Arts de Boston, dirigée par George Andrew Reisner, creuse à Bersha une tombe (désignée sous le numéro 10A) ayant appartenu à un nomarque du début du Moyen Empire nommé Djéhoutynakht. La tombe contenait une énorme collection de maquettes en bois représentant des scènes de la vie quotidienne et des bateaux ainsi que les extraordinaires cercueils peints de Djéhoutynakht et de son épouse. Les objets funéraires font désormais partie de la collection du Museum of Fine Arts de Boston.
Dans les années 1970, l'Organisation des antiquités égyptiennes a entrepris des fouilles, encore inédites, dans le village de Deir el-Barsha.
L'enquête actuelle de la KU Leuven sur le site a commencé en 1988 sous la direction du professeur Harco Willems, qui travaillait à l'origine pour l'université de Leyde. En 1990, le projet a été mené conjointement par l'université de Leyde, le Museum of Fine Arts de Boston et le University Museum de la Penn State University. En 1992, la mission a été confiée uniquement à l'université de Leyde. Entre 1996 et 2001, le projet a connu une brève interruption. En 2001, Willems, aujourd'hui à la KU Leuven, a obtenu les subventions nécessaires pour reprendre le projet.
Le projet actuel vise à « fournir une description régionale de l'archéologie de la région autour de Deir el-Barsha, la limite sud étant à al-Shaykh Sa'id et la limite nord à Deir Abu Hinnis ». Plusieurs découvertes importantes ont été faites à Deir el-Barsha au cours des recherches actuelles.
En 2007, le tombeau d'un courtisan égyptien y a été trouvé. Il appartenait à Hénou, un régisseur et haut fonctionnaire au cours de la Première Période intermédiaire, période de chaos politique dans l'Égypte antique. Les archéologues ont trouvé la momie de Hénou enveloppée de linge dans un grand cercueil en bois et un sarcophage décoré de textes hiéroglyphiques adressés aux dieux Anubis et Osiris. Le tombeau contenait, bien préservées, des statuettes en bois peint de travailleurs fabriquant des briques, de femmes préparant de la bière et pilant des céréales, ainsi qu'une maquette d'un bateau avec ses rameurs, et des sandales en bois grandeur nature peintes en blanc,.
En 2019, des archéologues ont annoncé que le plus ancien exemplaire du Livre des deux chemins avait été trouvé sur le cercueil d'Ânkh, un cercueil de femme du début du Moyen Empire. L'étude publiée dans le Journal of Egyptian Archaeology montre que le fragment comprend les passages 1128 et 1130 du texte du cercueil, deux passages que l'on retrouve dans les exemples plus tardifs du Livre des deux chemins.